# Bollion
Bollion är en ort och tidigare kommun i distriktet Broye i kantonen Fribourg i Schweiz.
1 januari 2006 infogades Bollion och Seiry i kommunen Lully.